# Randy Beverly
Randy Beverly é um ex-jogador profissional de futebol americano estadunidense.

## Carreira
Randy Beverly foi campeão do Super Bowl III jogando pelo New York Jets.